# Cantone di Diekirch
Il Cantone di Diekirch è un cantone del Lussemburgo, compreso nel distretto di Diekirch. Confina a nord con i cantoni di Clervaux e di Vianden, a est con il circondario di Bitburg-Prüm (Renania-Palatinato, Germania) e con il cantone di Echternach, a sud con il cantone di Mersch, a ovest con i cantoni di Redange e di Wiltz.
Il capoluogo è Diekirch. La superficie è di 215 km² e la popolazione nel 2012 era di 29 132 abitanti.
Comprende 10 comuni:
- Bettendorf
- Bourscheid
- Diekirch
- Erpeldange
- Ettelbruck
- Feulen
- Mertzig
- Reisdorf
- Schieren
- Vallée de l'Ernz

## Storia
Il 1º gennaio 2012 il comune di Hoscheid è stato soppresso per creare il nuovo comune di Parc Hosingen e così il territorio del cantone è diminuito a favore del Cantone di Clervaux.